# Adil Kamal ad-Din
Adil Ahmad Kamal ad-Din (arab. عادل أحمد كمال الدين) – egipski zapaśnik walczący w stylu klasycznym. Wicemistrz Afryki w 1979. Czwarty i piąty w mistrzostwach śródziemnomorskich w 1979 roku.